# Großpostwitz
Großpostwitz (hornolužickosrbsky Budestecy) je německá obec v Horní Lužici ve spolkové zemi Sasko. Nachází se v zemském okrese Budyšín a má přibližně 2 700 obyvatel. Z jižní a západní strany obtéká Großpostwitz řeka Spréva. Prochází tudy též silnice číslo B 96. Kulturní památkou je zdejší kostel.
Mezi roky 1871 a 1918 bylo Großpostwitz součástí Saského království v rámci Německého císařství.

## Přírodní poměry
Großpostwitz leží jižně od okresního města Budyšín na hranici Hornolužické planiny a Šluknovské pahorkatiny. Nejvyššími vrcholy jsou Drohmberg (430 m) a Schmoritz (411 m), na severovýchodě se nachází svahy Mehltheuerbergu (384 m), který je nejsevernějším kopcem Šluknovské pahorkatiny. Obcí protéká řeka Spréva.

## Správní členění
Großpostwitz se dělí na 10 místních částí.
- německy Großpostwitz (hornolužickosrbsky Budestecy)
- Berge (Zahor)
- Binnewitz (Bónjecy)
- Cosul (Kózły)
- Ebendörfel (Bělšecy)
- Eulowitz (Jiłocy)
- Klein Kunitz (Chójnička)
- Mehltheuer (Lubjenc)
- Rascha (Rašow)
- Denkwitz (Dźenikecy)

## Osobnosti
- Korla Awgust Kocor (1822–1904), hudební skladatel a národní buditel